# Батиргазієв Альберт Ханбулатович
Альберт Ханбулатович Батиргазієв (рос. Альберт Ханбулатович Батыргазиев, нар. 29 червня 1998) — російський боксер, олімпійський чемпіон 2020 року.
Підтримав російське вторгнення в Україну.

## Любительська кар'єра
Чемпіонат світу 2019
- 1/16 фіналу:Переміг Бояна Асьонова (Болгарія) - 5-0
- 1/8 фіналу:Переміг Мірко Куельйо (Аргентина) - 5-0
- 1/4 фіналу:Програв Лазаро Альваресу (Куба) - 1-4

Олімпійські ігри 2020
- 1/8 фіналу:Переміг Алексіса де ла Круза (Домініканська Республіка)- 5-0
- 1/4 фіналу:Переміг Ерденебатин Цендбаатар (Монголія)- 3-2
- 1/2 фіналу:Переміг Лазаро Альвареса (Куба) - 3-2
- Фінал:Переміг Дюка Рейгана (США) - 3-2

## Таблиця боїв
| 5 Перемог (5 нокаутом, 0 за рішенням суддів), 0 Поразок (0 нокаутом, 0 за рішенням суддів) |        |                      |        |               |                |                                | |
| Результат                                                                                  | Рекорд | Суперник             | Спосіб | Раунд, час    | Дата           | Місце проведення               | Примітки |
| Перемога                                                                                   | 5-0    | Франклін Манцаніллья | TKO    | 4 (10), 1:47  | 24 грудня 2021 | Крила Рад, Москва              | Виграв вакантний тутул чемпіона IBF Inter-Continental в напівлегкій вазі. Виграв вакантний тутул чемпіона Євразії за версією EBF в напівлегкій вазі. |
| Перемога                                                                                   | 4-0    | Суат Лазе            | KO     | 2 (10), 1:57  | 11 жовтня 2021 | Ice Palace Salavat Yulaev, Уфа | Виграв вакантний тутул чемпіона WBO European в напівлегкій вазі.                                                                                     |
| Перемога                                                                                   | 3-0    | Сабусіо Зінганге     | TKO    | 7 (10), 2:07  | 29 січня 2021  | Крила Рад, Москва              | |
| Перемога                                                                                   | 2-0    | Ержан Тургумбеков    | TKO    | 10 (10), 1:38 | 22 серпня 2020 | Піраміда, Казань               | |
| Перемога                                                                                   | 1-0    | Армен Атаєв          | RTD    | 7 (10), 3:00  | 3 липня 2020   | Крила Рад, Москва              | |

## Нагороди
- Орден Дружби (11 серпня 2021 року) — за великий внесок у розвиток вітчизняного спорту, високі спортивні досягнення, волю до перемоги і цілеспрямованість, виявлені на Іграх ХХХІІ Олімпіади 2020 року в місті Токіо (Японія) [2].